# Heller

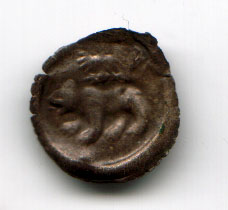
En heller från staden Bern, 1400-talet

Heller (ursprungligen: Häller) var tidigare ett tyskt mynt, som präglades först 1208 i den schwabiska staden Hall (idag Schwäbisch Hall, därav namnet).
Myntet var länge av silver. Det utgjorde under 1300- och 1400-talen Sydtysklands huvudsakliga handelsmynt och från början av 1400-talet hade ett värde av ½ pfennig. Heller nedsjönk till skiljemynt under 1600- och 1700-talen samt då slogs även i koppar och slutligen försvann på 1870-talet.

## Österrike-Ungern
I Österrike-Ungern var en heller 0,01 österrikisk krona.

## Tjeckien, Slovakien och Ungern
De tjeckiska och slovakiska mynten haleru samt det ungerska myntet fillér är direkta översättningar av heller.